# هاین رباس
هاین رباس (استونیایی: Hain Rebas؛ زادهٔ ۲۳ ژانویهٔ ۱۹۴۳) سیاستمدار و تاریخ‌نگار اهل استونی است. وی از سال ۱۹۹۲ تا ۱۹۹۳ وزیر دفاع استونی بوده است.